# Coupe de l'UFOA 1981
Navigation
Édition précédente Édition suivante
La Coupe de l'UFOA 1981 voit le sacre du Stella Club d'Adjamé de Côte d'Ivoire qui bat le double tenant du titre, les Sénégalais de l'AS Police en finale, lors de cette cinquième édition de la Coupe de l'UFOA, qui est disputée par les meilleurs clubs d'Afrique de l'Ouest non qualifiés pour la Coupe des clubs champions africains ou la Coupe d'Afrique des vainqueurs de coupe. Toutes les rencontres sont disputées en matchs aller et retour.

## Premier tour
- Matchs disputés les 31 mai et 14 juin 1981.

| Équipe 1              | Résultat      | Équipe 2             | Aller | Retour |
| --------------------- | ------------- | -------------------- | ----- | ------ |
| ACS Ksar              | 0 - 5         | Stella Club d'Adjamé | 0 - 3 | 0 - 2  |
| ASFOSA Lomé           | 1 - 1 1-3 tab | Water Corporation FC | 1 - 0 | 0 - 1  |
| ASC Niayes            | 2 - 2 4-2 tab | Real Republicans FC  | 2 - 0 | 0 - 2  |
| forfait Eleven Wise   | -             | AS Police'T'         | -     | -      |
| Saint Joseph Warriors | 1 - 1 1-3 tab | Kakimbo FC           | 1 - 0 | 0 - 1  |

## Tour intermédiaire
- Matchs disputés les 16 et 20 août 1981.

| Équipe 1             | Résultat      | Équipe 2      | Aller | Retour |
| -------------------- | ------------- | ------------- | ----- | ------ |
| Water Corporation FC | 1 - 1 7-8 tab | AS Police (T) | 1 - 0 | 0 - 1  |

## Demi-finales
- Matchs disputés les 20 et 27 septembre 1981.

| Équipe 1      | Résultat | Équipe 2             | Aller | Retour |
| ------------- | -------- | -------------------- | ----- | ------ |
| Kakimbo FC    | 4 - 6    | Stella Club d'Adjamé | 2 - 3 | 2 - 3  |
| (T) AS Police | 1 - 0    | ASC Niayes           | 1 - 0 | 0 - 0  |

## Finale
- Matchs disputés les 4 et 18 octobre 1981.

| Équipe 1      | Résultat | Équipe 2             | Aller | Retour |
| ------------- | -------- | -------------------- | ----- | ------ |
| (T) AS Police | 3 - 5    | Stella Club d'Adjamé | 3 - 1 | 0 - 4  |